# Eruguera de l'illa de Maurici
L'eruguera de l'illa de Maurici (Lalage typica) és una espècie d'ocell de la família dels campefàgids (Campephagidae) que habita els boscos de l'illa de Maurici.